# Yacht Club Punta Ala
Le Yacht Club Punta Ala est une association sportive à but non lucratif fondée en 1976. Le club se situe dans la marina de Punta Ala dans la province de Grosseto.
Le guidon du club est composé d'un triangle bordé en or jaune et fond bleu avec une mouette centrale, jaune d'or. L'actuel président Alessandro Masini.

## Événements sportifs
Le Yacht Club Punta Ala organise plusieurs événements et régates internationales.

## Coupe de l'America
Le 21 avril 1997, Bruno Calandriello alors président du club, lance officiellement le défi avec le monocoque Luna Rossa, au yacht du Royal New Zealand Yacht Squadron titulaire de la Coupe de l'America.
Luna Rossa (ITA-45) remporte la 5e édition de la Coupe Louis-Vuitton à Auckland en 2000, obtenant ainsi le droit de contester le  New Zealand NZL-60 du Royal New Zealand Yacht Squadron à la 30e édition de la Coupe de l'America à Auckland en Nouvelle-Zélande, du 19 février au 2 mars de 2000. Il perd par cinq manches à zéro, écart qui représente une première dans l'histoire de la Coupe de l'America.
Le bateau Luna Rossa participe à la Coupe Louis-Vuitton en 2003. Luna Rossa est battu en demi-finale par le bateau One World américain.